# Moritzia lindenii
Moritzia lindenii là loài thực vật có hoa trong họ Mồ hôi. Loài này được (A.DC.) Benth. ex Gürke mô tả khoa học đầu tiên năm 1893.